# Isola Bljudce
L'isola Bljudce (in russo остров Блюдце, ostrov Bljudce) è un'isola russa, bagnata dal mare di Barents.
Amministrativamente fa parte del circondario cittadino (gorodskoj okrug) della città chiusa di Zaozërsk dell'oblast' di Murmansk, nel Circondario federale nordoccidentale.

## Geografia
L'isola è situata a nord del golfo Vičany (губа Вичаны), lungo la costa centro-meridionale del golfo Motovskij, che è parte del mare di Barents. Dista dalla terraferma, nel punto più vicino, circa 2 km.
Bljudce è una piccola isola ovale, orientata in direzione ovest-est e posta 890 m a nord delle isole Vičany.

Misura circa 200 m di lunghezza e 110 m di larghezza massima al centro. Raggiunge l'altezza massima di 9,2 m s.l.m. nella parte centrale, su cui è posizionato un faro.

## Isole adiacenti
Nelle vicinanze di Bljudce si trovano:
- Isole Vičany (острова Вичаны), 890 m a sud, sono un gruppo composto da due isole principali e alcuni scogli e isolotti. (69°28′40″N 33°39′45″E)
- Isola Kuvšin (остров Кувшин), 3,5 km a ovest di Bljudce, è un'isola di forma allungata irregolare, che divide in due l'ingresso del golfo della Zapadnaja Lica (губа Западная Лица).[4] (69°29′56″N 32°32′20″E)
- Isola Zamogil'nyj (остров Замогильный), 5 km a ovest di Bljudce, è un'isola di forma irregolare situata nella parte settentrionale del golfo della Zapadnaja Lica. (69°29′02″N 33°30′01″E)